# Aloé-aljava

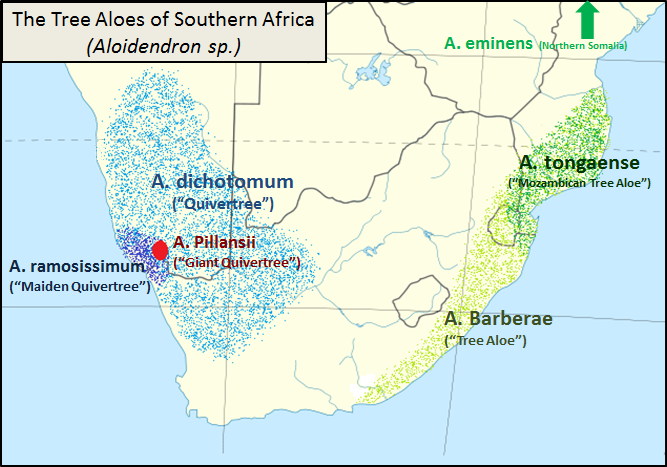
Mapa com a área de distribuição natural da aloé-aljava (azul-claro).

O Aloidendron dichotomum (anteriormente Aloe dichotoma), popularmente conhecido como aloé-aljava, é uma espécie de aloe arborescente da família Xanthorrhoeaceae. Está presente na natureza apenas numa restrita área árida, que vai do noroeste da África do Sul até o centro-sul da Namíbia, revelando-se uma espécie muito resistente à seca e às variações climáticas, podendo acomodar-se em terrenos rochosos e secos e chegar a mais de quatrocentos anos. 

## Características
A planta pode atingir os nove metros de altura e seis de envergadura, crescendo num tronco único, produzindo folhas longas de vinte a trinta centímetros, carnudas e espinhosas nas bordas. Floresce no inverno até janeiro ou fevereiro, apresentando vistosas flores amarelas que podem ser ingeridas, tendo um gosto que se assemelha ao espargo. O tronco é revestido por uma película branca que ajuda a repelir os raios solares, formando pequenas escamas afiadas e cortantes. Os tecelões aproveitam-se deste facto para nidificarem nos seus ramos, ficando ao abrigo de predadores. 
O nome científico desta planta se denomina dichotoma porque, quando da ramificação, cada broto se divide em dois ao crescer.
Como cresce em regiões extremamente áridas da África meridional, a planta aproveita qualquer fonte de umidade disponível para sua sobrevivência, inclusive o orvalho da madrugada.

## Uso original
Os bôeres a chamaram de kokerboom, que significa «árvore-aljava» (ou, mais detalhadamente, "árvore da qual se fabricam aljavas"), em virtude de seus galhos finos serem utilizados pelos bosquímanos para fabricar tal instrumento. Essa afirmação é encontrada em várias publicações, entre elas o livro História Geral da África – Vol. II, em que se lê:
Quase todos os narradores da caça entre os San referem-se ao arco e às flechas envenenadas como principal arma. Visitando algumas regiões do Cabo Oriental, em 1797, [Sir John] Barrow escreveu: «O tronco do aloé fornecia a aljava. A flecha consistia num caniço, no qual, numa das extremidades, inseria-se uma lasca finamente polida do osso duro da perna do avestruz, redonda e com cerca de cinco polegadas de comprimento (...)
Atualmente a planta se encontra protegida e preservada em alguns parques nacionais, como em Augrabies Falls, na África do Sul, e na Floresta do Aloé-aljava, na Namíbia.

## Galeria

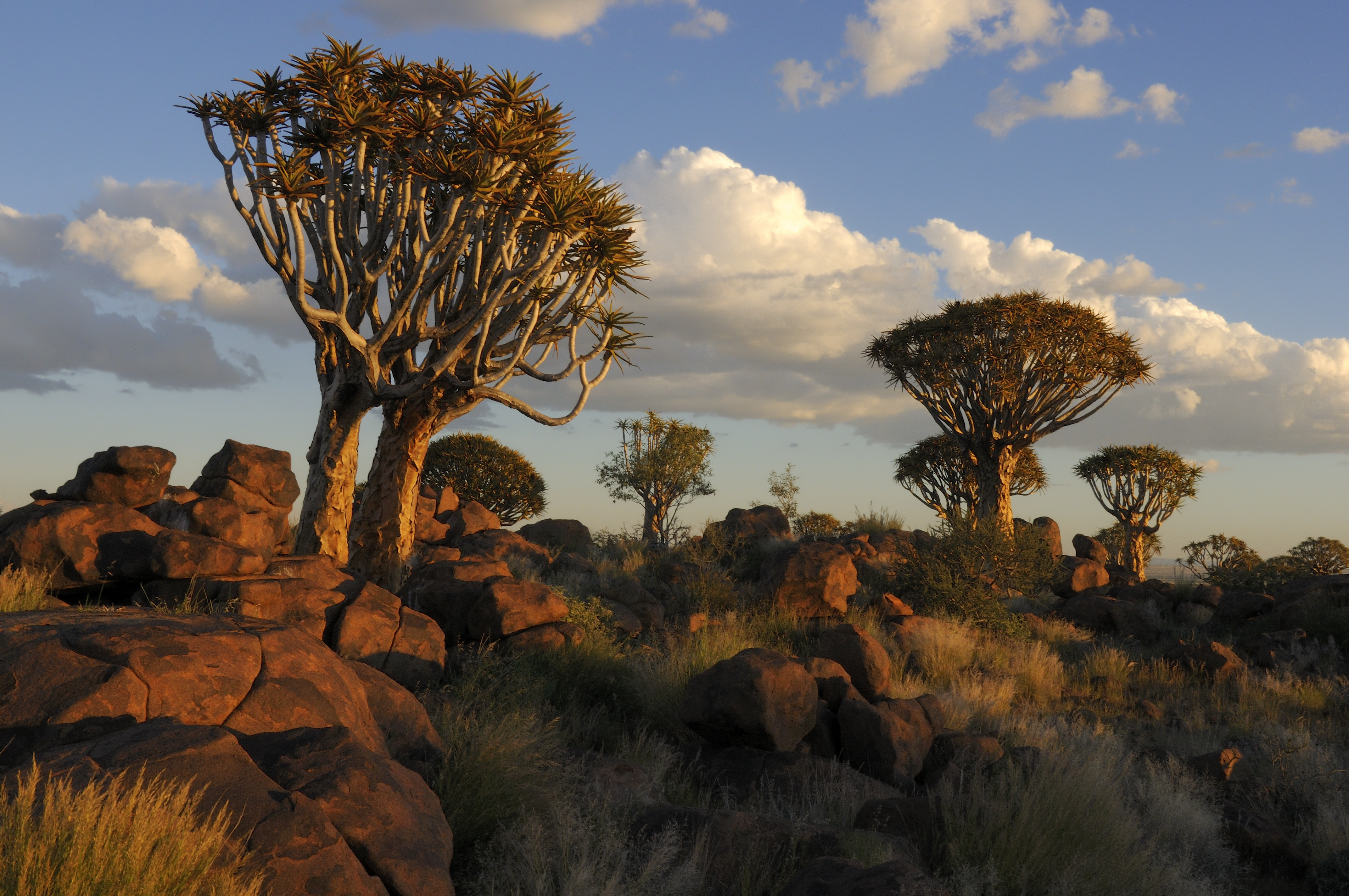
Aloé-aljava na região de Keetmanshoop, Namíbia.
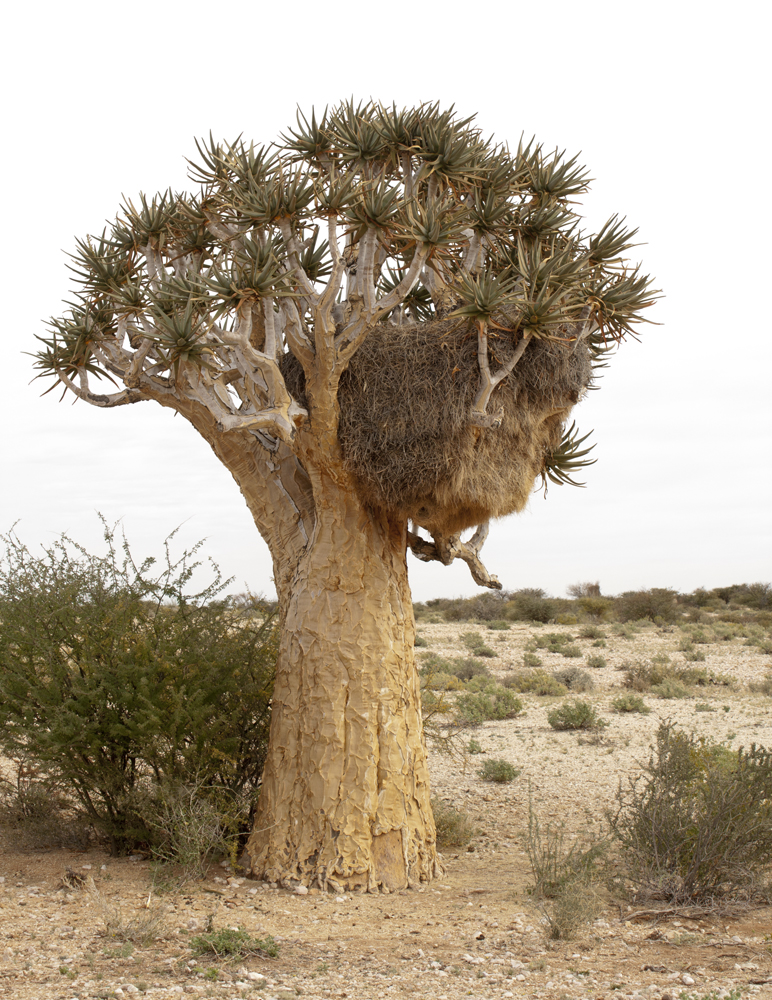
Ninho de tecelão nos galhos da árvore na região de Cabo Setentrional, África do Sul.
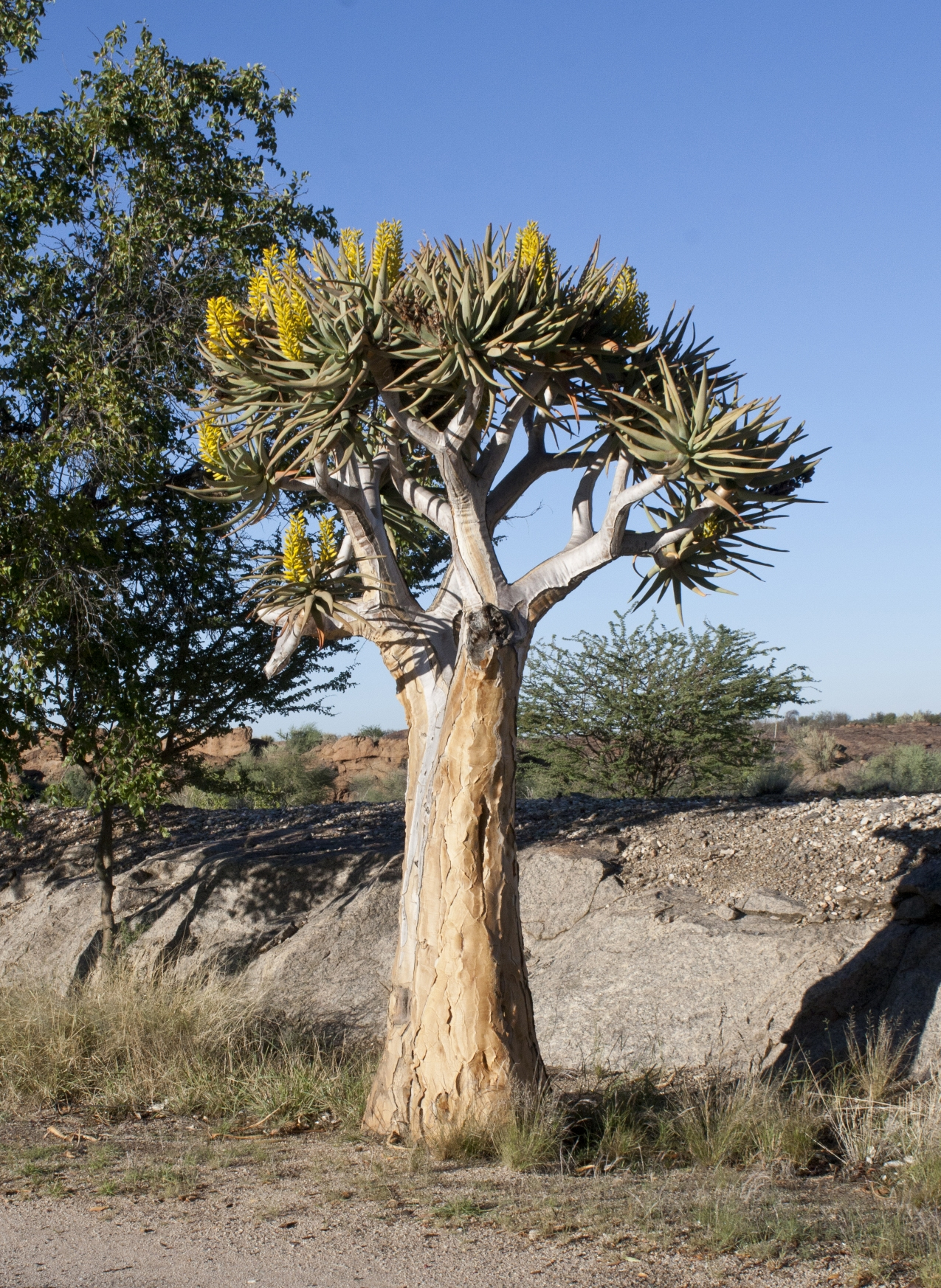
A planta durante a florada no Parque Nacional de Augrabies, África do Sul.
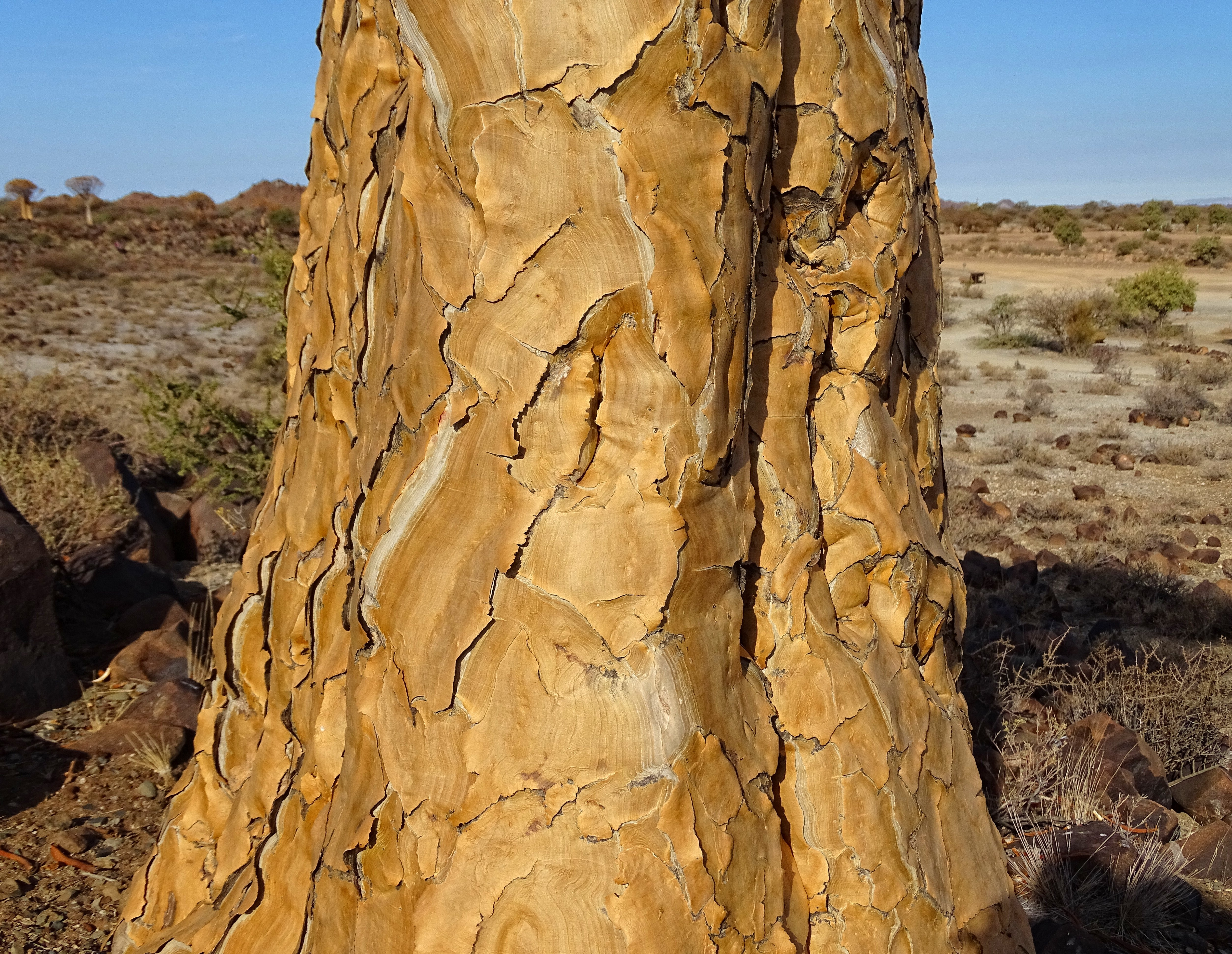
Foto do tronco da árvore
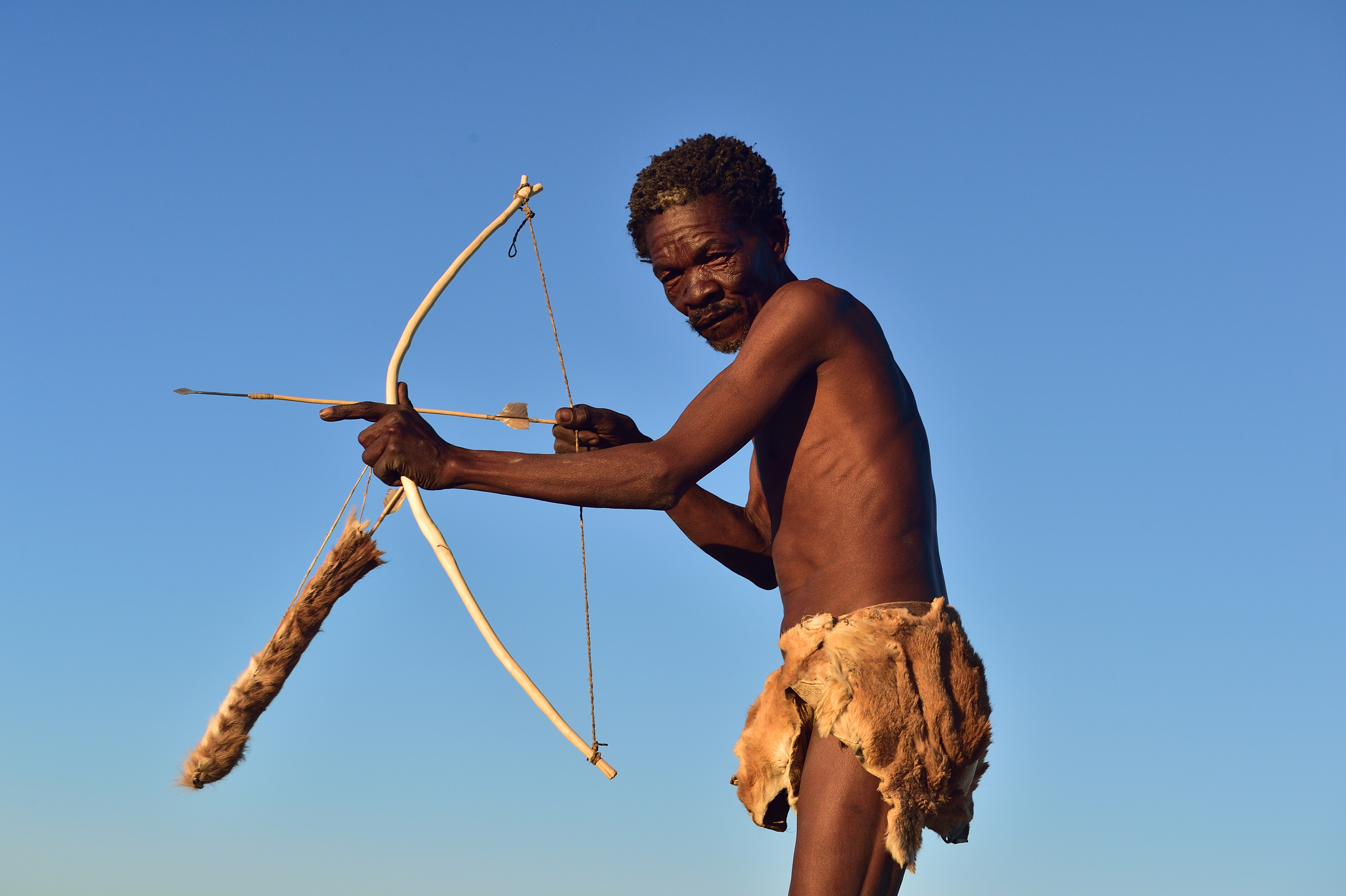
Bosquímano do Kalahari com arco, flecha e aljava.